# ティーペック
ティーペック株式会社（英: T-pec corporation）は、日本の医療サービス企業。社名は、Total Private Emergency Centerの頭文字「T-PEC」に由来する。

## 概要
日本で初めて24時間年中無休にて電話による健康や医療に関する相談事業を立ち上げた会社である。この事業を軸に、メンタルヘルス対策、従業員支援プログラム（EAP）、ストレスチェックサービス、セカンドオピニオン手配紹介サービス、糖尿病専門医療機関の案内サービス、認知症の「前駆段階」とされる軽度認知障害（MCI）を早期で発見する簡易認知機能確認スケール（あたまの健康チェック）、集団禁煙プログラム、からだの健康チェック、がん治療と仕事の両立支援サービスなど健康経営を支援するサービスを提供し事業を拡大している。また、2013年3月から禁煙0（ゼロ）運動を実施し、2年9ヶ月で社員の喫煙率を0%にした。2015年3月には、東京都から『がん患者の治療と仕事の両立への優秀な取組を行う企業表彰』優良賞を受賞。
2017年度から始まった健康経営優良法人（ホワイト500）制度に5年連続で認定されている。

## 主な事業
- 電話による健康相談サービス
- EAP（従業員支援プログラム）サービス
- メンタルヘルス対策事業サービス
- ストレスチェックサービス
- セカンドオピニオン手配紹介サービス
- 優秀糖尿病臨床医ネットワークサービス
- 簡易認知機能確認スケール（あたまの健康チェック）
- 集団禁煙プログラム
- からだの健康チェックサービス
- がん治療と仕事の両立支援サービス
- T-PEC健康経営パッケージサービス

## 沿革
- 1989年（平成元年）6月 - 設立
- 1992年（平成4年）12月 - 在日外国人（8カ国語）無料健康相談実施
- 1993年（平成5年）4月 - 大阪支店開設
- 1995年（平成7年）1月 - 阪神・淡路大震災無料健康相談実施
- 1996年（平成8年）3月 - 大阪メディカルコールセンター開設
- 2000年（平成12年）
  - 4月 - 有珠山噴火無料健康相談実施
  - 7月 - 上野メディカルコールセンター開設
- 2003年（平成15年）2月 - 大阪支店移転拡張
- 2004年（平成16年）12月 - 新潟県中越地震無料健康相談実施
- 2005年（平成17年）2月 - プライバシーマーク取得
- 2007年（平成19年）3月 - 直営カウンセリングルーム開設
- 2008年（平成20年）4月 - EAPセンター開設
- 2009年（平成21年）
  - 1月 - 横浜メディカルコールセンター開設
  - 4月 - 医療機関検索サイトの一般公開（無料）
  - 5月 - 厚生労働者の新型インフルエンザの水際対策への協力（同年9月、厚生労働省から感謝状授与）
- 2010年（平成22年）
  - 4月 - 新宿メディカルコールセンター開設
  - 7月 - 新宿支店開設
  - 9月 - 大阪支店移転拡張
- 2012年（平成24年）
  - 4月 - 上野メディカルコールセンター拡張。社団法人日本糖尿病協会（糖尿病ブルーサークル運動）の賛助会員に認定
  - 5月 - 特定非営利活動法人J.POSH（乳がんピンクリボン運動）のオフィシャルサポーター企業に認定
  - 10月 - 品川メディカルコールセンター開設
- 2013年（平成25年）4月 - 品川支店開設
- 2015年（平成27年）
  - 3月 - 平成26年度東京都『がん患者の治療と仕事の両立への優秀な取組を行う企業表彰』優良賞を受賞
  - 9月 - 本社移転
  - 11月 - 喫煙率0%を達成
- 2016年（平成28年）5月 - 熊本地震無料健康相談実施
- 2017年（平成29年）
  - 2月 - 健康経営優良法人2017（ホワイト500）に認定
  - 10月 - 名古屋支店開設
- 2018年（平成30年）
  - 2月 - 健康経営優良法人2018（ホワイト500）に認定。名古屋メディカルコールセンター開設
  - 7月 - 西日本豪雨無料健康相談実施
  - 12月 - 「LINEでできるチャットボット相談」スタート
- 2019年（平成31年/令和元年）
  - 2月 - 健康経営優良法人2018（ホワイト500）に認定
  - 6月 - 「ハラスメント総合プログラム」スタート　
  - 12月 - 令和元年「スポーツエールカンパニー」「東京都スポーツ推進企業」に認定
- 2020年（令和2年）3月 - 健康経営優良法人2020（ホワイト500）に認定